# (2060) Chiron
(2060) Chiron, inaczej 95P/Chiron – małe ciało Układu Słonecznego zaliczane do planetoid z grupy centaurów (w tym kontekście używane jest pierwsze oznaczenie) oraz do komet okresowych (drugie oznaczenie).
Chiron krąży pomiędzy orbitami Saturna i Urana. Ma średnicę pomiędzy 148 a 208 km, krąży w średniej odległości 13,7 au. od Słońca. Został odkryty 18 października 1977 przez Charlesa Kowala w obserwatorium astronomicznym na Mount Palomar. Nazwa planetoidy pochodzi od Chirona, jednego z najbardziej znanych centaurów w mitologii greckiej.
W otoczeniu Chirona zaobserwowano słabą komę, będącą cechą charakterystyczną komet, która powstała w wyniku wybuchów gazu na jego powierzchni (zjawisko to związane jest z okresowym podnoszeniem się temperatury wskutek działania promieni słonecznych).

## Możliwy system pierścieni
Na podstawie okultacji gwiazd przez Chirona wysunięto hipotezę, że mogą go otaczać pierścienie, podobnie jak w przypadku centaura (10199) Chariklo. Natura materii wokół Chirona nie jest pewna, gdyż obserwowane cechy hipotetycznych pierścieni ulegają zmianom pomiędzy kolejnymi zjawiskami zakryciowymi.